# Hanthawaddy
Hanthawaddy (monsky ဍုၚ် ဟံသာဝတဳ, barmsky ဟံသာဝတီ နေပြည်တော်), také Hongsarwatoi nebo jen Pegu, bylo monské království v oblasti Dolní Barmy (dnes území Myanmaru), resp. jedná se o dvě různá království v dějinách Barmy. Původní království vzniklo v druhé polovině 13. století po rozpadu Pugamské říše, kterou vyvrátila invaze Mongolů. Ve 14. století se vymanilo ze suchothajského područí, ale rozdělilo se na tři mocenská centra a králové ztratili moc nad svými vazaly. Království zaniklo v 15. století, kdy bylo po prohrané válce s Barmskou říší dobyto jeho hlavní město Pegu. V 18. století se monské království na okamžik dočkalo obnovy, přestože bylo podporováno Francouzi, obnovené království opětovně podlehlo po prohrané válce s Třetí Barmskou říši, na jejíž straně stáli formálně Britové.